# Banda sonora d'un temps, d'un país
Banda sonora d'un temps, d'un país (Banda sonora de un tiempo, de un país en castellano) es el título del vigesimocuarto álbum del cantautor Joan Manuel Serrat, editado por la compañía discográfica Ariola en 1996, con arreglos y dirección musical de Josep Mas "Kitflus". Se trata de un disco doble en catalán.
Este disco representa un homenaje de Joan Manuel Serrat a sus compañeros de la Nova Cançó y a algunos autores y poetas que influyeron en su desarrollo. Serrat canta sus versiones de algunas de las canciones más emblemáticas de ese movimiento artístico musical en lengua catalana, una antología que abarca de 1962 a 1975 y en la que Serrat demuestra su capacidad de adaptación artística, además del reconocimiento implícito que supone este homenaje hacia sus colegas de profesión. 
Todos los temas tienen arreglos y dirección musical de Josep Mas "Kitflus", excepto en las canciones «Les floristes de la Rambla», «Si jo fos pescador» y «Anirem tots cap al cel» que son de Josep Maria Bardagí. Contó con la colaboración del pianista Tete Montoliu al piano en los temas «Paraules d'amor» y «Tot és gris». El disco fue grabado, mezclado y masterizado en los Estudios KS de Barcelona.
Es el cuarto disco en lengua catalana que fue número 1 de ventas a nivel nacional en España (segundo de Serrat tras Per al meu amic), y el primero desde los años 1970.

## Canciones que componen el doble disco
1. Lletania (Miquel Porter i Moix - Lluís Serrahima - Jaume Armengol) - 2:14
2. Noia de porcellana (Pau Riba) - 3:15
3. L'amor perdut (Joan Ramon Bonet) - 2:30
4. Perquè vull (Ovidi Montllor - Yosu Belmonte) - 2:17
5. El setè cel (Jaume Sisa) - 3:16
6. Blues en sol (Guillem d'Efak) - 4:03
7. Si jo fos pescador (Joan Salvat-Papasseit - Rafael Subirachs) - 2:22
8. A la vora de la nit (Josep Maria Espinàs) - 2:57
9. La noia de duro (Georges Brassens) - 2:16
10. Susanna (Leonard Cohen) - 4:22
11. La Lilí i l'Alí Babà (La Trinca) - 3:22
12. Venedor d'amor (Joan Salvat-Papasseit - Martí Llauradó i Torné) - 2:37
13. El gessamí i la rosa (Josep Carner - Ia Clua) - 1:41
14. L'estaca (Lluís Llach) - 3:04
15. Roseta d'Olivella (Popular catalana) - 3:21
16. Quan érem infants (Delfí Abella) - 3:56
17. Què volen aquesta gent (Lluís Serrahima - Maria del Mar Bonet) - 2:52
18. Per Mallorca (Vicent Torrent - Popular valenciana) - 4:12
19. El melic (Enric Barbat) - 2:01
20. Cançó del desig farsant (Josep Maria de Sagarra - Guillermina Motta) - 2:55
21. L'home del carrer (Francesc Pi de la Serra) - 3:30
22. T'estim i t'estimaré (Antoni Mus - Antoni Parera Fons) - 3:14
23. Me'n vaig a peu (Joan Manuel Serrat) - 3:17
24. Paraules d'amor (Joan Manuel Serrat) - 2:30
25. Tot és gris (Erroll Garner - Johnny Burke) - 2:53
26. El soldat avergonyit (Jordi Teixidor - Carles Berga) - 3:13
27. L'amor que vindrà (Jacques Brel) - 4:31
28. Petita festa (Li Po - Toti Soler) - 2:47
29. Les floristes de la Rambla (Miquel Porter i Moix) - 2:32
30. Flors de baladre (Isidor Marí) - 3:22
31. No trobaràs la mar (Maria del Mar Bonet) - 3:21
32. D'un temps, d'un país (Raimon) -3:40
33. Anirem tots cap al cel (Josep Maria Andreu - Lleó Borrell) - 3:50
34. Havia de ser així (Francesc Pi de la Serra) - 3:40